# Campeonato da Oceania Juvenil de Atletismo de 2006
O Campeonato da Oceania Juvenil de Atletismo de 2006 foi a 8ª edição da competição organizada pela Associação de Atletismo da Oceania para atletas com menos de 18 anos, classificados como juvenil. O campeonato foi realizado entre os dias 13 a 16 de dezembro de 2006. Teve como sede o Apia Park, na cidade de Apia, em Samoa, sendo disputadas 37 provas (18 masculino, 18 feminino e 1 misto). Teve como destaque a Nova Zelândia com 35 medalhas sendo 19 de ouro.

## Medalhistas
Resultados completos podem ser encontrados nas páginas da Associação de Atletismo da Oceania,  Athletics PNG,  Athletics Samoa,  e na história mundial do atletismo júnior. 

### Masculino
| Evento                 | Ouro                                                                            | Ouro    | Prata                                                                      | Prata   | Bronze                                                                          | Bronze  |
| ---------------------- | ------------------------------------------------------------------------------- | ------- | -------------------------------------------------------------------------- | ------- | ------------------------------------------------------------------------------- | ------- |
| 100 metros             | David Ambler · Nova Zelândia                                                    | 11.02   | Michael Gordon · Austrália                                                 | 11.16   | Taupo Sefo · Samoa                                                              | 11.30   |
| 200 metros             | Andrew Underwood · Nova Zelândia                                                | 22.01   | Ethan Stewart · Nova Zelândia                                              | 22.60   | David Ambler · Nova Zelândia                                                    | 22.66   |
| 400 metros             | Andrew Underwood · Nova Zelândia                                                | 48.60   | Joshua Ahwong · Austrália                                                  | 49.51   | Simon Thieury · Polinésia Francesa                                              | 50.06   |
| 800 metros             | Joshua Ahwong · Austrália                                                       | 1:57.24 | Douglas Bale · Ilhas Salomão                                               | 2:01.38 | Justin Monier · Polinésia Francesa                                              | 2:02.94 |
| 1 500 metros           | Iulio Lafai · Samoa                                                             | 4:34.24 | Justin Monier · Polinésia Francesa                                         | 4:35.74 | David Townsel · Guam                                                            | 4:36.70 |
| 3 000 metros           | Dominic Channon · Nova Zelândia                                                 | 9:43.38 | Iulio Lafai · Samoa                                                        | 9:48.44 | Sisa Macdonald · Ilhas Salomão                                                  | 9:59.04 |
| 3 km corta-mato        | David Townsel · Guam                                                            | 14:40   | Nathaniel Mateo · Marianas Setentrionais                                   | 14:57   | Victorino Untalan · Marianas Setentrionais                                      | 16:06   |
| 110 metros barreiras   | Shay Taylor · Nova Zelândia                                                     | 15.04   | Vincent Siululu · Samoa                                                    | 15.29   | Jamie Keehn · Austrália                                                         | 15.35   |
| 400 metros barreiras   | Daniel O'Shea · Nova Zelândia                                                   | 54.47   | Simon Thieury · Polinésia Francesa                                         | 54.71   | Taupo Sefo · Samoa                                                              | 55.28   |
| 4×100 metros estafetas | Nova Zelândia · Ethan Stewart · Andrew Underwood · Daniel O'Shea · David Ambler | 44.0    | Austrália · James Buckby · Joshua Ahwong · Scott Campbell · Michael Gordon | 45.0    | Tonga · Kaneti Felela · Viliami Niupalau · Esau Vakameilalo · Penisimani Moimoi | 47.0    |
| Salto em altura        | Josh Hall · Austrália                                                           | 2.03    | David Thompson · Nova Zelândia                                             | 1.94    | Ogun Robert · Nova Caledônia                                                    | 1.94    |
| Salto em comprimento   | Michael Gordon · Austrália                                                      | 7.13    | David Thompson · Nova Zelândia                                             | 6.82    | Ogun Robert · Nova Caledônia                                                    | 6.70    |
| Salto triplo           | Eugene Vollmer · Fiji                                                           | 13.68   | David Thompson · Nova Zelândia                                             | 13.59   | Vincent Siululu · Samoa                                                         | 13.29   |
| Arremesso de peso      | James Doyle · Nova Zelândia                                                     | 15.62   | Loic Tuaira · Polinésia Francesa                                           | 14.81   | Henry Satupai · Samoa                                                           | 13.98   |
| Lançamento de disco    | Rooarii Pito · Polinésia Francesa                                               | 49.09   | Jacob Croot · Nova Zelândia                                                | 48.33   | Mikaele Manuele · Samoa                                                         | 44.21   |
| Lançamento do martelo  | Tom McGuire · Austrália                                                         | 52.14   | Rooarii Pito · Polinésia Francesa                                          | 47.73   | Alexis Valdenaire · Polinésia Francesa                                          | 46.59   |
| Lançamento do dardo    | Jamie Keehn · Austrália                                                         | 64.33   | David Thompson · Nova Zelândia                                             | 56.86   | Dougwin Franz · Palau                                                           | 50.55   |
| Octatlo                | Jamie McLean · Nova Zelândia                                                    | 4916    | Leon Mengloi · Palau                                                       | 4386    | Penisimani Moimoi · Tonga                                                       | 4208    |

### Feminino
| Evento                 | Ouro                                                                    | Ouro     | Prata                                                                             | Prata    | Bronze                                                            | Bronze   |
| ---------------------- | ----------------------------------------------------------------------- | -------- | --------------------------------------------------------------------------------- | -------- | ----------------------------------------------------------------- | -------- |
| 100 metros             | Jennifer Tagney · Austrália                                             | 12.18 w  | Annabelle Coates · Nova Zelândia                                                  | 12.43 w  | Bessie Hayes · Austrália                                          | 12.46 w  |
| 200 metros             | Jennifer Tagney · Austrália                                             | 25.65    | Salote Niulevu · Fiji                                                             | 26.37    | Sopolema Tuitama · Samoa                                          | 27.00    |
| 400 metros             | Sophie Healey · Nova Zelândia                                           | 57.34    | Jane Merry · Austrália                                                            | 58.55    | Laura Komaitai · Fiji                                             | 60.33    |
| 800 metros             | Rebecca Jenner · Austrália                                              | 2:21.07  | Jane Merry · Austrália                                                            | 2:23.37  | Haley Nemra · Ilhas Marshall                                      | 2:31.08  |
| 1 500 metros           | Camille Buscomb · Nova Zelândia                                         | 4:45.88  | Eka Faitala · Samoa                                                               | 5:27.72  | Haley Nemra · Ilhas Marshall                                      | 5:32.57  |
| 3 000 metros           | Camille Buscomb · Nova Zelândia                                         | 10:01.32 | Hayley Green · Nova Zelândia                                                      | 10:15.18 | Banrenga Baikia · Kiribati                                        | 14:09.92 |
| 3 km corta-mato        | Jacquelin Wonenberg · Marianas Setentrionais                            | 18:57    | Cherith Fisher · Ilhas Marshall                                                   | 23:24    |                                                                   |          |
| 100 metros bareiras    | Tracey Hale · Nova Zelândia                                             | 14.83    | Penateti Feke · Tonga                                                             | 15.56    | Vasi Feke · Tonga                                                 | 15.80    |
| 400 metros barreiras   | Sela Va'enuku · Tonga                                                   | 71.38    |                                                                                   |          |                                                                   |          |
| 4×100 metros estafetas | Austrália · Sarah Busby · Sarah Mackaway · Jane Merry · Jennifer Tagney | 49.2     | Nova Zelândia · Tracey Hale · Annabelle Coates · Caroline Podmore · Sophie Healey | 50.8     | Tonga · Vasi Feke · Sela Va'enuku · Kalina Mama'o · Penateti Feke | 52.8     |
| Salto em altura        | Sarah Saddleton · Nova Zelândia                                         | 1.75     | Johanna Sui · Polinésia Francesa                                                  | 1.51     | Lu'isa Taufatofua · TongaKalina Mama'o · Tonga                    | 1.48     |
| Salto em comprimento   | Annabelle Coates · Nova Zelândia                                        | 5.65     | Sarah Saddleton · Nova Zelândia                                                   | 5.26     | Johanna Sui · Polinésia Francesa                                  | 5.20     |
| Salto triplo           | Phoebe Lester · Nova Zelândia                                           | 11.38    | Sopolema Tuitama · Samoa                                                          | 11.13    | Lucinda May · Nova Zelândia                                       | 11.03    |
| Arremesso de peso      | Margaret Satupai · Samoa                                                | 13.67    | Vanessa Hurley · Nova Zelândia                                                    | 12.89    | Te Rina Keenan · Nova Zelândia                                    | 12.24    |
| Lançamento de disco    | Te Rina Keenan · Nova Zelândia                                          | 44.46    | Dorothy Kiria · Ilhas Cook                                                        | 27.26    | Judy Tuara · Ilhas Cook                                           | 26.23    |
| Lançamento do martelo  | Millie McNie · Nova Zelândia                                            | 41.16    | Lucinda May · Nova Zelândia                                                       | 37.22    | Suzy Vercoe · Ilha Norfolk                                        | 34.79    |
| Lançamento do dardo    | Shakira Winmar · Austrália                                              | 40.83    | Stephanie Wrathall · Nova Zelândia                                                | 40.65    | Judy Tuara · Ilhas Cook                                           | 39.83    |
| Heptatlo               | Lucinda May · Nova Zelândia                                             | 4194     |                                                                                   |          |                                                                   |          |

### Misto
| Evento                   | Ouro                                                                        | Ouro    | Prata                                                                    | Prata   | Bronze | Bronze  |
| ------------------------ | --------------------------------------------------------------------------- | ------- | ------------------------------------------------------------------------ | ------- | ------ | ------- |
| Revezamento medley 800 m | Austrália · Bessie Hayes · Michael Gordon · Jennifer Tagney · Joshua Ahwong | 1:37.26 | Tonga · Sela Va'enuku · Viliami Niupalau · Penateti Feke · Kaneti Felela | 1:42.87 | Samoa  | 1:44.38 |

## Quadro de medalhas (não oficial)
| Ordem | País                   | Medalha de ouro | Medalha de prata | Medalha de bronze | Total |
| ----- | ---------------------- | --------------- | ---------------- | ----------------- | ----- |
| 1     | Nova Zelândia          | 19              | 13               | 3                 | 35    |
| 2     | Austrália              | 11              | 5                | 2                 | 18    |
| 3     | Samoa                  | 2               | 4                | 7                 | 13    |
| 4     | Polinésia Francesa     | 1               | 5                | 4                 | 10    |
| 5     | Tonga                  | 1               | 2                | 6                 | 9     |
| 6     | Fiji                   | 1               | 1                | 1                 | 3     |
| 6     | Marianas Setentrionais | 1               | 1                | 1                 | 3     |
| 8     | Guam                   | 1               | 0                | 1                 | 2     |
| 9     | Ilhas Cook             | 0               | 1                | 2                 | 3     |
| 9     | Ilhas Marshall         | 0               | 1                | 2                 | 3     |
| 11    | Palau                  | 0               | 1                | 1                 | 2     |
| 11    | Ilhas Salomão          | 0               | 1                | 1                 | 2     |
| 13    | Nova Caledônia         | 0               | 0                | 2                 | 2     |
| 14    | Kiribati               | 0               | 0                | 1                 | 1     |
| 14    | Ilha Norfolk           | 0               | 0                | 1                 | 1     |
| Total | Total                  | 37              | 35               | 35                | 107   |

## Participantes (não oficial)
Uma contagem não oficial rende o número de 148 atletas de 19 nacionalidades: 
| - Samoa Americana (5) - Austrália (20) - Ilhas Cook (4) - Fiji (5) - Polinésia Francesa (7) - Guam (3) - Kiribati (5) | - Ilhas Marshall (3) - Estados Federados da Micronésia (1) - Nauru (6) - Nova Caledônia (3) - Nova Zelândia (24) - Ilha Norfolk (2) | - Marianas Setentrionais (7) - Palau (5) - Papua-Nova Guiné (4) - Samoa (24) - Ilhas Salomão (7) - Tonga (13) |